# Trichinenuntersuchung

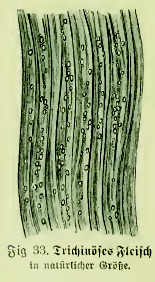
Trichinöses Fleisch

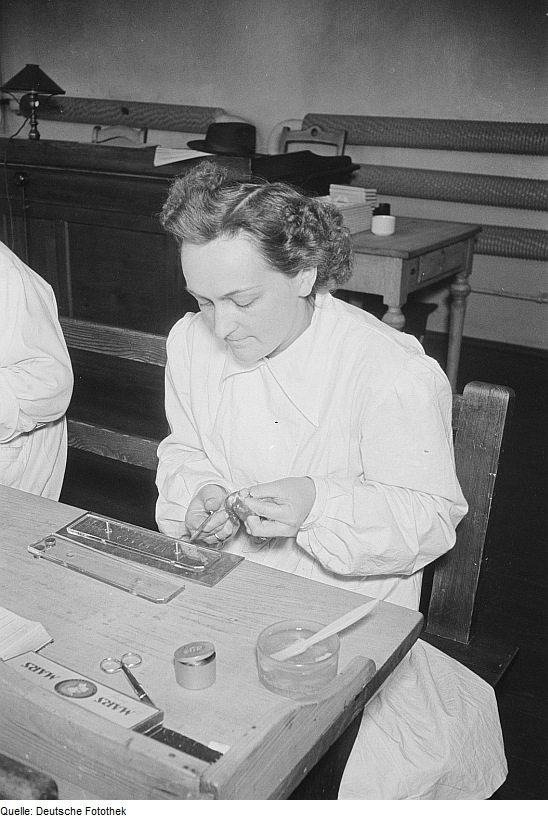
Arbeiterin bei der Trichinenuntersuchung 1952 im Schlachthof Leipzig

Die Trichinenuntersuchung, früher – und heute nur noch in der Durchführungsverordnung (EU) 2015/1375 – als Trichinenschau bezeichnet, ist eine Untersuchung von Fleisch auf Trichinen nach der Schlachtung. Die Trichinenuntersuchung ist Teil der amtlichen Schlachttier- und Fleischuntersuchung bei untersuchungspflichtigen Schlachttieren und Wildbret.

## Untersuchungspflichtige Tierarten
Fleisch von Hausschweinen, Einhufern, Wildschweinen, Bären, Füchsen, Biberratten und Dachsen sowie von allen anderen Tieren, die Träger von Trichinen (zoologisch heute als Trichinellen bezeichnet) sein können, unterliegt einer Untersuchungspflicht, wenn deren Fleisch zum Genuss für Menschen verwendet werden soll. Verzehr von rohem befallenem Fleisch kann zur Trichinellose führen.

## Geschichtliche Entwicklung
Maßgeblich für die Einführung der Trichinenschau waren mehrere Trichinenepidemien 1863/64. Als August Colberg die Hettstedter Epidemie (1864) aufgearbeitet hatte, wurde 1866 im Königreich Preußen die obligatorische Trichinenschau eingeführt. Vor Einführung des „Reichsfleischbeschaugesetzes“ unter der Federführung von Robert von Ostertag und  Rudolf Virchow um 1900 gab es in Deutschland nach Schätzungen jährlich etwa 15.000 Erkrankungen. Durch die Fleischbeschau sank diese Zahl in 50 Jahren auf nahezu Null. Trotzdem bleibt sie notwendig. Nach neueren Untersuchungen tragen immer noch 20 % der Füchse den Erreger, die ihn dann auf Wildschweine oder schlimmstenfalls auch auf Hausschweine übertragen können.
Bei den zwischen 2000 und 2009 in Deutschland durchgeführten Trichinenuntersuchungen an etwa 453 Millionen Hausschweinen wurden lediglich bei 4 Exemplaren Trichinen gefunden, bei den etwa 3,4 Millionen Wildschweinen gab es 92 positive Nachweise.

## Ausführung
Entnommen werden die Trichinenproben vom amtlichen Tierarzt oder vom amtlichen Fachassistenten, nach Weisung des Amtstierarztes. Persönlich zuverlässigen und behördlich besonders geschulten Jägern mit gültigem Jagdschein kann die Probenahme an erlegtem Wild (Wildschwein und Dachs) als amtliche Tätigkeit vom Veterinäramt übertragen werden; als Nachweis hierfür und für das daran anschließende Verfahren dienen dann die Wildmarke und der Wildursprungsschein als Voraussetzungen eines Inverkehrbringens.
Entnommen wird die Probe – mindestens 10 g – an in der Regel zwei stark durchbluteten Stellen am Wildkörper, z. B. aus dem Zwerchfell, der Muskulatur am Vorderlauf oder der Zunge.
Das Magnetrührverfahren für die künstliche Verdauung von Sammelproben ist nach europäischem Recht seit 1978 als Referenznachweismethode festgelegt worden. Das Verdauungssediment wird im Larvenzählbecken oder in der Petrischale mittels Trichinoskop oder Stereomikroskop mit 15- bis 20-facher Vergrößerung untersucht. Bei positivem oder fraglichem Befund muss ein zweiter Durchgang mit Einzelproben angesetzt werden. Bei Schweinen lässt sich ein Trichinenbefall auch serologisch über einen Antikörpernachweis nachweisen, diese Methode ist in der EU aber nicht zugelassen. Die Polymerase-Kettenreaktion (PCR) ist das sensitivste Nachweisverfahren und wird vor allem zur Identifikation der Trichinenarten eingesetzt.